# 远程直接内存访问
在数据中心领域，远程直接内存访问（英語：remote direct memory access，RDMA）是一种绕过远程主机操作系统内核访问其内存中数据的技术，由于不经过操作系统，不仅节省了大量CPU资源，同样也提高了系统吞吐量、降低了系统的网络通信延迟，尤其适合在大规模并行计算机集群中有广泛应用。在基于NVMe over Fabric的数据中心中，RDMA可以配合高性能的NVMe SSD构建高性能、低延迟的存储网络。

## 概述
RDMA支持零复制网络传输，通过使网络适配器直接在应用程序内存间传输数据，不再需要在应用程序内存与操作系统缓冲区之间复制数据。这种传输不需要中央处理器、CPU缓存或上下文交換参与，并且传输可与其他系统操作并行。当应用程序执行RDMA读取或写入请求时，应用程序数据直接传输到网络，从而减少延迟并实现快速的消息传输。
但是，这种策略也表现出目标节点不会收到请求完成的通知（单向通信）等相关的若干问题。

## 业界
如其他高性能计算（HPC）互连技术一样，截至2013年，由于需要安装不同的网络基础设施，RDMA已得到了有限的接受。但是，诸如iWARP等新标准也使以太网RDMA被实现于物理层，它使用TCP/IP作为传输方式，将基于标准的解决方案相结合，带来了RDMA的性能和低延迟优势以及较低的成本。RDMA联盟与DAT Collaborative在RDMA协议和API的开发中发挥了关键作用，将成果供互联网工程任务组和互连软件联盟等标准小组考量。
硬件供应商已经开始着手更高容量的基于RDMA的网络适配器，例如40Gbit/s速率。诸如Red Hat和甲骨文公司等软件供应商已经在其最新产品中支持这些API，截至2013年，工程师也已开始开发基于以太网的RDMA网络适配器。Red Hat Enterprise Linux和Red Hat Enterprise MRG已支持RDMA。微软已在Windows Server 2012中通过SMB Direct支持RDMA。
常见的RDMA实现包括虚拟接口架构、基于融合以太网的RDMA（RoCE）、InfiniBand、iWARP。